# Gangstarap
Gangstarap, eller gangsterrap, ursprungligen kallad reality rap (verklighetsrap) är en subgenre inom rapmusik som förmedlar kulturen och värderingar inom förortsgäng, verkligheten och gatulangare. Genren uppstod i slutet av 1980-talet med pionjärer som Schoolly D från Philadelphia och Ice-T från Los Angeles. Den expanderade sedan i Kalifornien via N.W.A. och Tupac Shakur. Dr. Dre, Snoop Dogg och deras inrikting mot G-funk skulle 1992 göra gangsterrap till en av de populäraste musikstilarna.
Gangsterrap har ständigt anklagats för att glorifiera oregerligt beteende och grov kriminalitet särskilt övergrepp, mord och narkotikahandel men även misogyni, promiskuitet och materialism. I Sverige utsattes genren för moralpanik under 2020-talet då politiker ville förbjuda musiken. Musiker och konsumenter inom genren karaktiserar det som artistiska skildringar om livet i ghettot, socialt förtryck och polisbrutalitet. De anklagar också kritiker för hyckleri och partiskhet för sin ras.

## Historia

### 1985–1989: Ursprung och inspiration
Rapparen Schoolly D från Philadelphia anses vanligtvis som den första "gangsterrapparen" som var den väsentliga inspirationen för den mer populära rapparen Ice-T som föddes i New Jersey, men flyttade till Los Angeles i sina tonår. En av de tidigaste gångerna som ordet "gangsta" används som ett adjektiv och som en komplimang är i Ice Ts singel Body Rock från 1984. 1986 gav han ut singeln 6 in the Mornin' som anses vara den andra gangsterrap låten. Ice-T började som en pratande DJ tidigt 1980-tal och gick över till gangsterrap när han hörde Schoolly Ds självbetitlade debutalbum och särskilt låten P.S.K. What Does It Mean? från 1985 som anses vara den första gangsterraplåten.

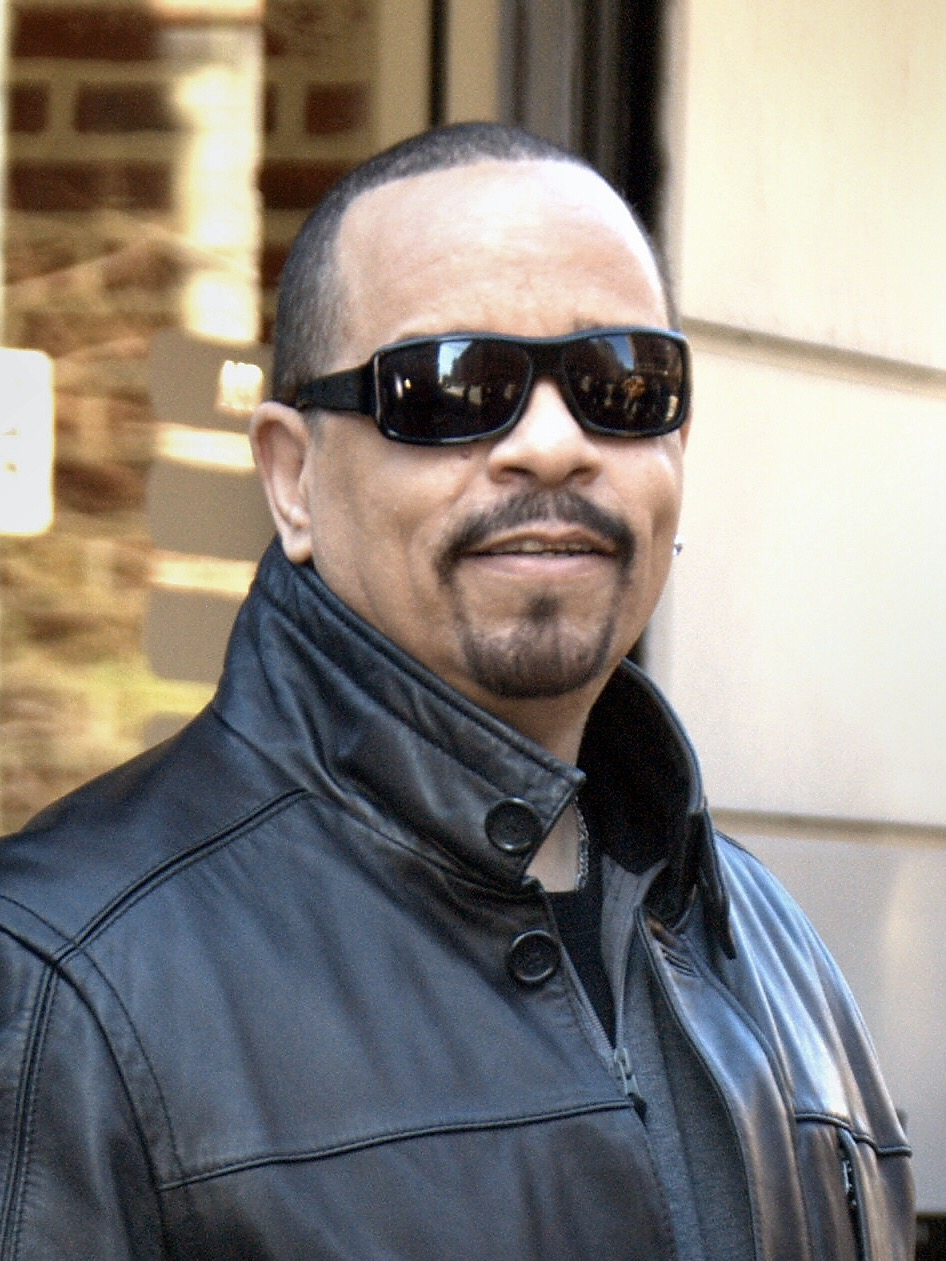
Ice-T, som anses vara den andra artisten som släppte en gangsterap låt, 2011.

Gruppen Boogie Down Productions gav ut deras första singel Say No Brother (Crack Attack Don't Do It) 1986. Samma år följdes den upp av singlarna South Bronx/P is Free och 9mm Goes Bang där särskilt den sistnämnda med en skrytande text om att skjuta en langare och hans gäng till döds (i självförsvar) blev en fortsättning på gangsterrappen. Samtliga singlar hamnade på deras album Criminal Minded som släpptes 1987 och var det första rapalbumet som hade skjutvapen på sitt omslag. Kort efter albumets släpp blev gruppens DJ Scott La Rock mördad. Deras kommande album ändrade efter mordet inriktning och övergav gangsterrap.
Ice T fortsatte släppa gangsterrap-album under resten av 1980-talet som Rhyme Pays (1987), Power (1988) och The Iceberg/Freedom of Speech...Just Watch What You Say (1989). Redan etablerade hiphopmusiker som Run-DMC och LL Cool J inspirerade gangsterrappen med deras tidiga aggressiva hiphoplåtar och var dessutom de första artisterna som klädde sig i gänginspirerade kläder. Public Enemy var en annan grupp som tidigt använde sig av politiskt laddade texter som senare skulle inspirera Ice Cube. Gruppen Eric B. & Rakims debutalbum Paid in Full (1987) skulle också vara viktig för gangsterrap. Även Beastie Boys debutalbum Licensed to Ill (1986) skulle vara inspirerande för framtida gangsterrap som N.W.A. Enligt tidningen Rolling Stone är deras debutalbum fylld med tillräckligt av referenser till vapen, droger och sex för att kvalificera sig som ett av de tidigaste gangsterrap-albumen.

### 1989–1996: Guldåldern
Det första internationellt stora gangsterrap-albumet som toppade försäljningslistor var Straight Outta Compton (1989) från gruppen N.W.A. Det etablerade västkusthiphop som en betydande genre och en legitim utmanare till hiphopens huvudstad New York. Albumet stod också för den första stora kontroversen när det kommer till texter inom gangsterrap då låten Fuck tha Police fick FBI:s uppmärksamhet. Medlemmen Ice Cube slutade i N.W.A. knappt ett år efter debutalbumet kommit ut och påbörjade en solokarriär. Hans tidiga album AmeriKKKa's Most Wanted (1990), Death Certificate (1991) och The Predator (1992) blev alla viktiga för gangstarapens utveckling som Ice Cube nu hade gett en större politisk röst åt ungdomar i förorter.  N.W.A.s andra album Niggaz4Life (1991) blev samtidigt banbrytande då det var det första gangsterrap-albumet som placerade sig på första plats på Billboards poplista. N.W.A. stack ut med sin hyperrealistiska stil där de väldigt rakt rappade om våldet i de södra och centrala delarna av Los Angeles och närliggande Compton. N.W.A öppnade även upp debatten om användningen av ordet nigger, ett ord som kom att omdefinieras och användas i positiv bemärkelse av många svarta ungdomar.

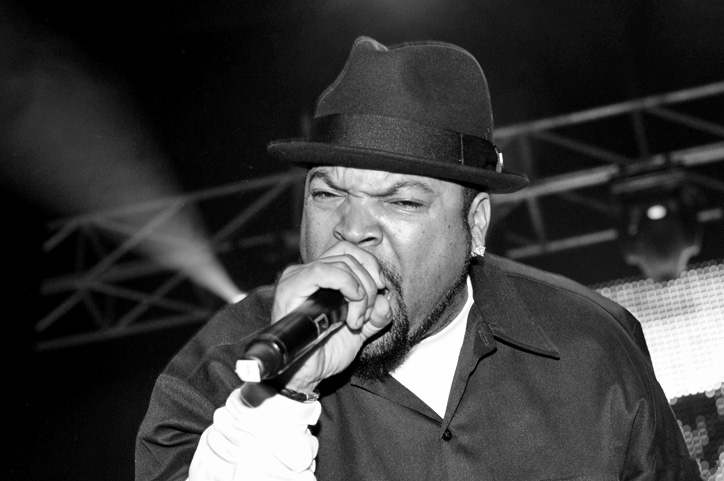
Ice Cube (bilden) och hans N.W.A var banbrytande inom gangsterrap.

På grund av Ice-T, N.W.A. och Ice Cubes framgångar är gangsterrap ofta felaktig betraktat som ett västkustfenomen trots att Boogie Down Productions och Schoolly D etablerade genren på östkusten tidigare. Samtidigt exploderade gangsterteman i rapmusik i Kalifornien med akter som Too Short, Kid frost, Cypress Hill och Above the Law. Ice-T släppte tillsammans med sitt nybildade metalband Body Count låten Cop Killer 1992. Med sitt tema om att döda rasistiska och brutala poliser blev låten mycket kontroversiell i USA och skapade ilska hos presidenten George H.W Bush och hans vice president Dan Quayle samt hos flera poliser i landet. Ice-T sade i en intervju att rabaldret över låten var överdrivet: "Arnold Schwarzenegger sprängde flera dussin poliser som Terminator. Men jag hör ingen klaga över det." Han förklarade också att försöken att censurera låten har rasistiska motiv: "Högsta domstolen säger att det är OK för en vit man att bränna kors. Men ingen vill att en svart man ska skriva en skiva om polismördare."
Dr. Dre hoppade också av gruppen N.W.A och bildade tillsammans med Marion "Suge" Knight skivbolaget Death Row Records. Där släppte han sin solodebut The Chronic (1992) som innehöll singeln Nuthin' but a 'G' Thang. Albumet blev en enorm succé som såldes i 3 miljoner exemplar bara i USA och etablerade gangsterrap som en kommersiellt gångbar musikgenre som vilken annan musik som helst. Albumet etablerade också västkusten som den dominerande kusten och populariserade subgenren G-funk, en något långsammare och simplare form av hiphop med mycket fokus på texter om mer vanliga problem i livet, där vapen, alkohol och droger såklart kunde förekomma. Ice Cubes album The Predator låg under denna tid också på topplistorna och sålde i två miljoner exemplar. Han var inte en del av skivbolaget Death Row Records. En som däremot var det, var den genreöverskridande Snoop Doggy Dogg som med sitt mer partybaserade debutalbum Doggystyle (1993) flyttade över gangsterrappen till dansgolven över hela världen. 1995 skrev artisten 2Pac på ett kontrakt för skivbolaget där han släppte sitt fjärde och mest framgångsrika album All Eyez on Me (1996). Det var också albumet där han gick över från politisk hiphop till gangsterrap. Kort därefter skulle mordet på han föra fram gangsterrapen till förstasidor över världen.

### 1996–2000: Besläktade stilar och artister uppstår
Mafioso rap uppstod i slutet av 1980-talet av Kool G Rap och är hardcore hip hop från östkusten som skulle ses som motsatsen till västkustens gangsterrap och G-funk men använde sig av mycket hänvisningar till kända gangsters, maffiabossar och organiserad brottslighet. Subgenren fick inte något riktigt lyft förrän 1995 då den förre Wu-Tang Clan medlemmen Raekwon släppte sitt hyllade soloalbum Only Built 4 Cuban Linx... Samma år släppte genrens skapare sitt album 4,5,6, och artisten AZ släppte albumet Doe or Die. Samtliga tre album skulle bli kommersiella succéer och inspirerade östkust artister som Jay-Z, Notorious B.I.G., Nas, and Puff Daddy (numera Diddy).

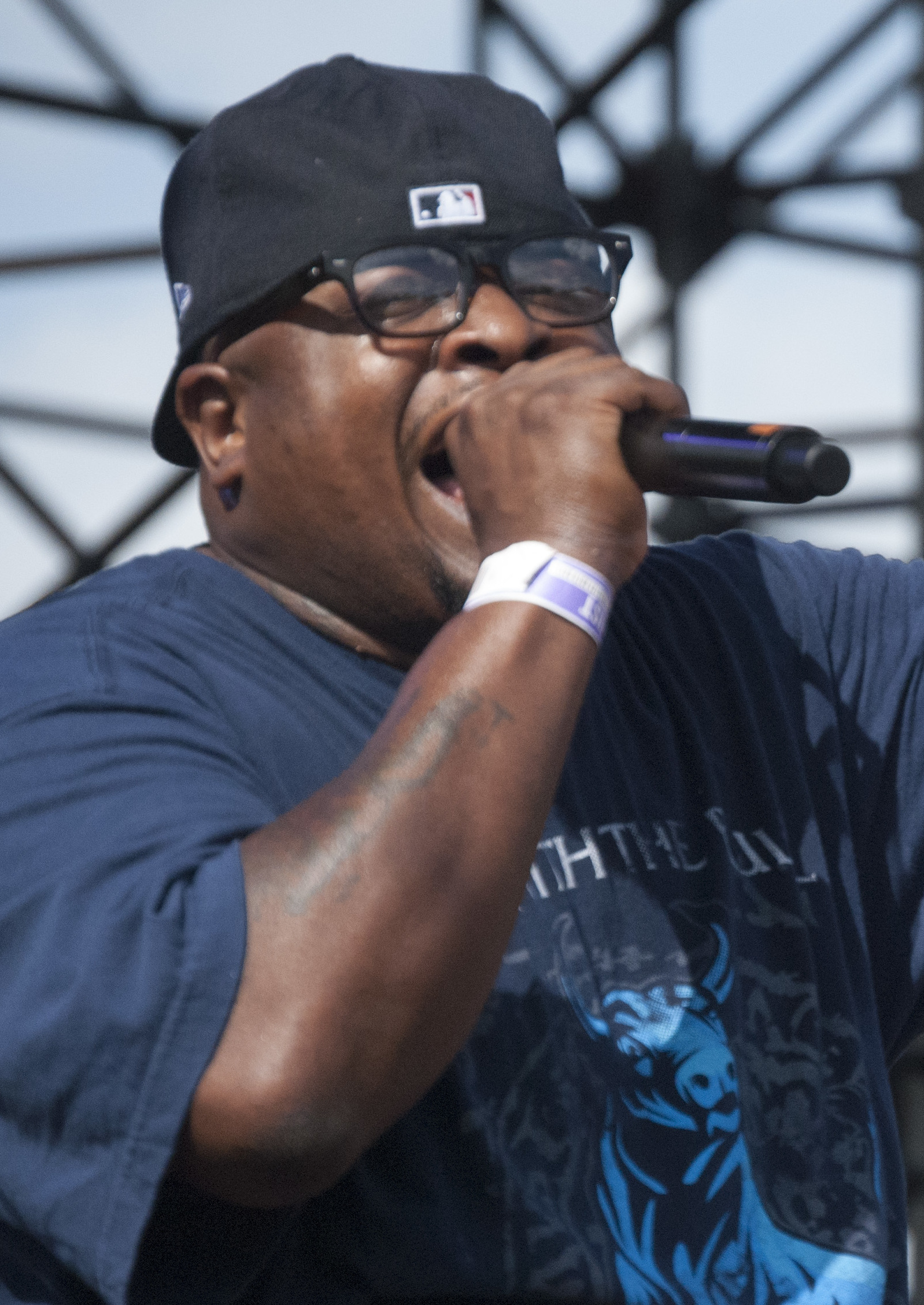
Scarface etablerade genren i Houston, Texas, under 90-talet.

Wu-Tang Clan, Black Moon and Boot Camp Clik, Onyx, Big L, Mobb Deep, Nas, the Notorious B.I.G., DMX och the Lox var samtliga delaktiga att flytta fokuset till New York där Hardcore hiphop utvecklades till stora delar under Puff Daddys skivbolag Bad Boy Records. Uppdelningen av artister och skivbolag av östkustrap och västkustrap skapade en rivalitet mellan de båda lägren. Det har varit många spekulationer ifall morden på 2Pac och Notorious B.I.G. är direkta resultat av rivaliteten. Andra resultat var åtminstone att Death Row Records framgångar minskade markant när Dr. Dre lämnade bolaget 1996. Snoop Doggy Dogg och flera artister följde efter och Suge Knight blev dömd till fängelse. 1996 sade Dr. Dre på MTV Music Awards att: "gangstarappen är död". Bad Boy Records blomstrade men skulle också minska i populäritet efter millennieskiftet då de rättade sig efter att sikta på att få mer gångbara hits framför äkthet, samt att nya utmanare uppstod i Atlanta och New Orleans, särskilt artisten Master P och hans skivbolag No Limit.
Houston var den första stad förutom östkusten och västkusten som nådde framgångar inom gangsterrap med gruppen Geto Boys i slutet av 1980-talet. I mitten av 1990-talet fick medlemmen Scarface kommersiella framgångar med sin solokarriär. Master P i New Orleans nådde en bred publik med sitt album The Ghetto Is Trying to Kill Me! (1994) annars dröjde framgångarna till 1998 när hans skivbolag släppte album med artisterna Mystikal, Silkk the Shocker och C-Murder. Skivbolaget Cash Money Records uppstod också i New Orleans och fick komersiella framgångar med Juvenile, B.G. och Hot Boys. I Memphis uppstod skivbolagskollektivet Hypnotize Minds i ledning av Three 6 Mafia och Project Pat som drog gangsterrap till en extremare nivå men i mitten av 2000-talet riktade de in sig på mer mainstreammusik och Three 6 Mafia vann även en Oscar för låten It's Hard out Here for a Pimp från filmen Hustle & Flow (2005). I Houston utvecklades även den mer experimentella gangsterrappen screw genom artisten DJ Screw. Ur det kom artisterna Willie D, Big Moe, Lil' Flip, E.S.G., UGK, Lil' Keke, South Park Mexican, och Z-Ro.

### 1997–2011: Blingeran

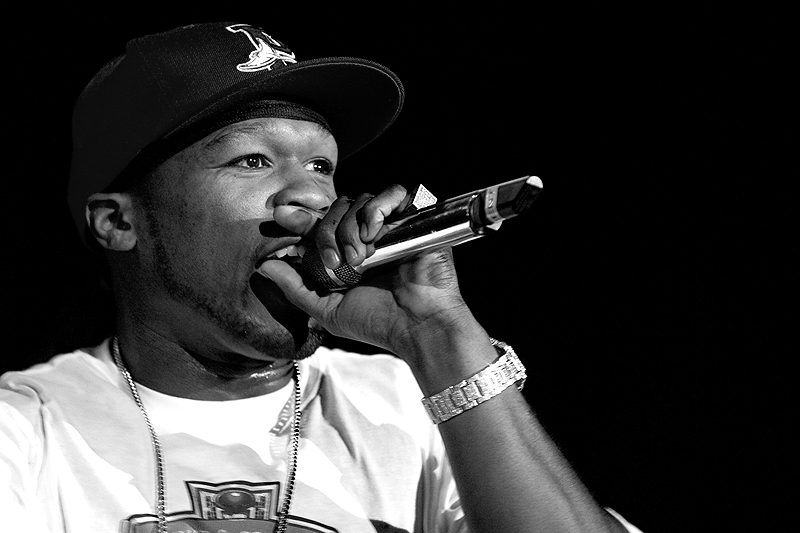
50 cent och andra rappare under 00-talet skapade en "blingera" med fokus på pengar och tjejer

Även om gangstarappen var en storsäljande genre så ansågs den stå utanför mainstreampopulariteten och var istället inriktad på att representera unga personer i förorten och att inte "sälja sig" för topplistorna. Men med Puff Daddys debutalbum No Way Out (1997) som satsade på att vara genreöverskridande samt att albumet drog nytta av nyhetsrapporteringen kring morden på 2Pac och Notorious B.I.G. skapade en ny subgenre inom hiphop som blev kommersiellt gångbar och populärt långt utanför förorterna. Även om Snoop Doggy Dogg var först med genreöverskridande gangsterrap skulle Puff Daddy bli starkt influerad av hans användande av samplingar från soul och poplåtar från 1970 och 1980-talen som visade sig särskilt i hans produktion med artister som Notorious B.I.G., Mase, Jay-Z och Nas. Vid millennieskiftet hade gangsterrapen med Puff Daddys skivbolag i täten förvandlats till texter om materialism gällande pengar, tjejer och bilar (bling) vilket cementerades med 50 Cents debutalbum Get Rich or Die Tryin' (2003). Albumet innehöll mer medryckande och melodiösa melodier än traditionell gangsterrap vilket hjälpte albumet till framgångar bland försäljning och hitlistor, men han sjöng samtidigt om vapen och välstånd.
Den 11 september 2007 släppte både 50 Cent och Kanye West sina tredje album Graduation och Curtis. Båda album förväntades dominera topplistorna (Kanye West tog första platsen med 1 miljon sålda exemplar på bara en vecka) vilket har gjort att datumet har använts i media som en tydlig vändpunkt för hiphop som från och med där och då hade säkrat en plats på mainstreamlistorna. Samtidigt var den traditionella gangstarap som handlade om socialt förtryck, polisbrutalitet och som var en röst för förorterna på sin lägsta punkt sedan starten medan "bling"rapen blomstrade. Artisten Cyhi the Prynce kallade det för: "den största förändringen i vår kultur" samtidigt som han poängterade att det lett till en ny sorts rap som till exempel Drake. På Kanye West nästa album 808s & Heartbreak (2008) sjöng han istället om kärlek, ensamhet och krossade hjärtan och beskrev det mer som ett melankoliskt popalbum än rapalbum. Även om det förutspåddes floppa för att han övergav rap helt och hållet, blev det en enorm succé vilket gjorde att fler rappare vågade ta större kreativa risker. Under intervjuer till albumet The Blueprint 3 sade Jay-Z att hans nästa album skulle bli mer experimentellt och precis som Kanye West var han mer inspirerad av indierocken som till exempel Grizzly Bear framför hiphop. Det albumet blev samarbetsalbumet Watch the Throne (2011) mellan Jay-Z och Kanye West och blev banbrytande i sina okonventionella samplingar.

### 2010-2017: Drill, Chicano rap och kulturell påverkan
I början av 2010-talet uppstod en ny gangstarap i Chicago som kallades drill. Drill använde sig av musik som påminner om trap men återvände textmässigt till traditionell gangstarap. Inom genren blev artister som Lil Durk, Chief Keef, Lil Reese, King Von, Polo G och G Herbo framstående. Med  västkustrapparen Vince Staples album Summertime '06 (2015) som reflekterade över utmaningar inom rasism, orättvisor och våldsamheter i förorter skulle drill få ett genomslag. Han inspirerades av G-funk och indieband som Joy Division. Många amerikanska rapartister skulle under 2010-talet också bli inspirerade från den mexikanska gangsterrapen, Chicano rap däribland XXXTentacion, Kendrick Lamar, Knight Owl, Lil Rob, Mr. Capone-E, Mozzy, YNW Melly, Pusha T, YG, Nipsey Hussle, Migos, Freddie Gibbs, Meek Mill, A$AP Mob, Jay Rock, ScHoolboy Q, 21 Savage, Kodak Black och 6ix9ine.
År 2016 blev N.W.A. den första gangstarappen att bli invald i Rock and Roll Hall of Fame. De följdes av Tupac Shakur redan året efter som den första soloartisten inom hiphop-genren. Han blev dessutom invald på sin första nominering. Andra inom hiphop som blivit invalda är Grandmaster Flash and the Furious Five som anses vara hiphopens grundare, de blev invalda 2007. Med Run-DMC:s intåg 2009 öppnades dörren för att hiphopartister sågs som självklara val för Rock and Roll Hall of Fame. 2012 blev Beastie Boys invalda, och 2013 Public Enemy.

## Svensk gangsterrap
Detta avsnitt är en sammanfattning av artikeln Svensk gangsterrap.
Svensk hiphop uppstod redan 1980 men blev inte etablerat förrän 1994 med The Latin Kings debutalbum Välkommen till förorten. Även om The Latin Kings sjöng om vapen och droger så var det oftast i en uppmaning om att inte använda det. Svensk gangsterrap, med texter om social ojämlikhet, segration och uppror mot aukturiteter skulle få sitt stora genombrott med gruppen Kartellens låtar Programrebeller och Fuck Aina, båda från 2009. De blev både kritikerrosade och kritiserade, dels för medlemmarna var kriminella. Gruppens grundare Leo ”Kinesen” Carmona har bland annat erkänt att han var med och utförde Arlandarånet 2002. Kartellen lade ner 2016 och var i princip ensamma inom genren fram till 2019 då Einár, Ant Wan, Z.E., 1.Cuz och Yasin hamnade på Sverigetopplistan. Z.E. skulle samma år bli prisad på både Grammisgalan och P3 Guldgalan.

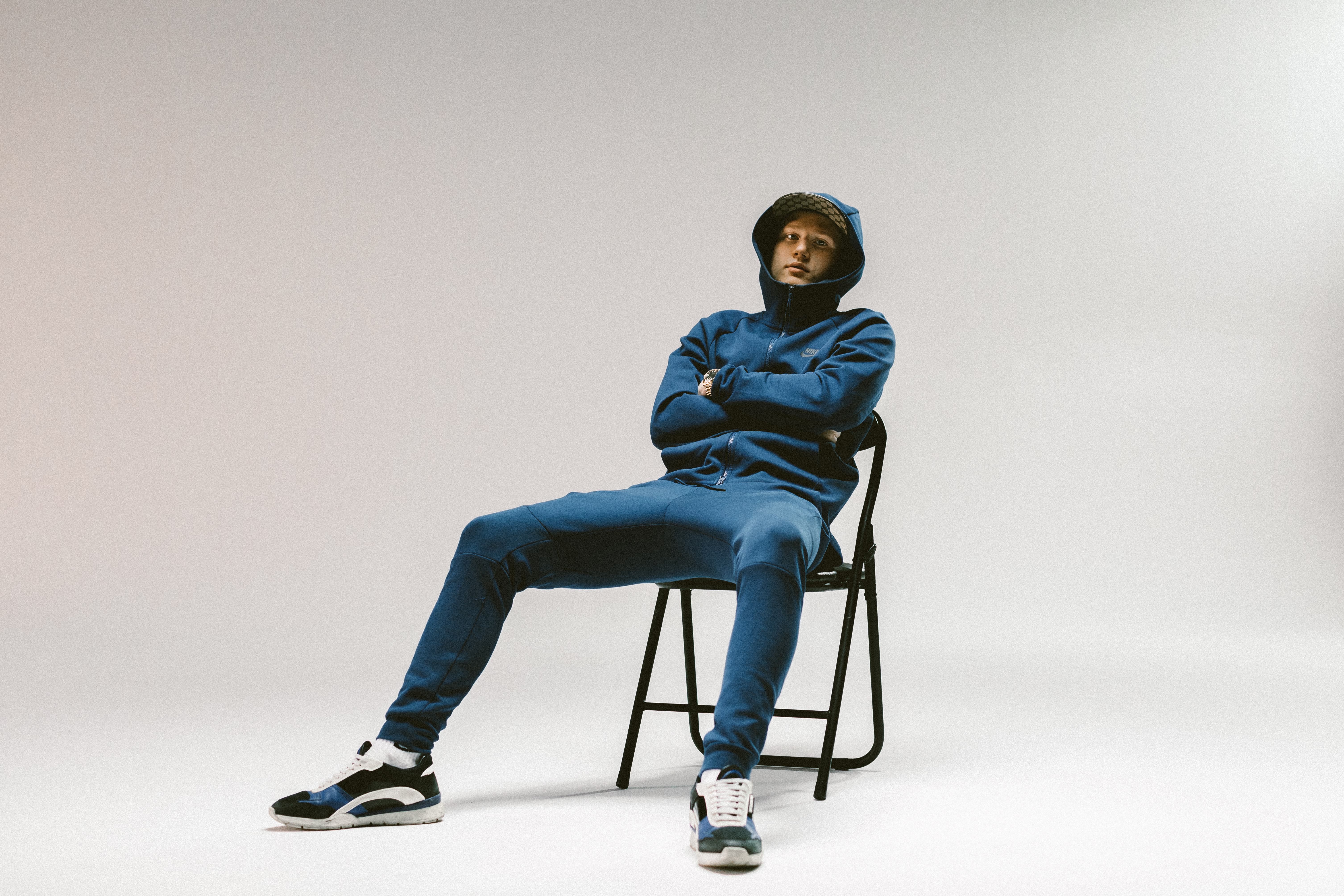
Einár som mördades 19 år gammal 21 oktober 2021.

När Einár kidnappades i april 2020 blev svensk gangsterrap en nationell angelägenhet i media. När sedan rapparna Yasin och Haval visade sig vara involverade och då Einár i oktober 2021 blev mördad blev musiken synonym med gängkriminaliteten i media och i debatter. När gängkriminalitet sedan ökade i landet var politiker och debattörer snabba på att beskylla den svenska gangsterrapen som en inkörsport. Den beskylldes också för att glorifiera gängkriminaliteten. Moralpaniken omkring den svenska gangsterrapen resulterade i att fritidsgårdar i Sundsvall förbjöd musiken och Kristdemokraterna i Jönköping lämnade in en motion om att förbjuda musiken i alla kommunala lokaler. Jimmie Åkesson och Sverigedemokraterna ville förbjuda musiken i Public service och ville sätta press på regeringen att inför fler åtgärder mot genren. Forskning har dock aldrig kunnat fastslå någon koppling med att bli gängkriminell och svensk gangsterrap utan pekar snarare på maskulinitet och mansideal som det största problemet inom gängkriminalitet.

## Kontroverser och studier
Gangsterrapens något explicita texter har gjort genren kontroversiell runt om i världen. Anklagelsen om ett samband mellan gangsterrap och våldsamheter är vanligt förekommande. En studie utförd av Prevention Research Center of the Pacific Institute for Research kunde se att tonåringar som lyssnade på hiphop och rap var mer benägna att konsumera alkohol och kunde vara aggressiva men kunde inte finna att de var mer våldsbenägna eller drogs till kriminalitet. En studie från 2020 som inriktade sig på drillmusikens något hårdare texter och där rappare kan erkänna sina brott visade också att det inte fanns något samband mellan musiken och verklighetens brott. Studien jämfördes till och med mot brottsregistret i London. Proffessorn i kultur, Ronald A.T. Judy har i sin bok On the Question of Nigga Authenticity också beskrivit gangstarap som en reflektion över svarta och hur de står längst ut i den ekonomiska utsattheten. Att rapmusik är en epistemologiskt autentisk beskrivning om hur det är att vara svart i det moderna samhället.
Kritiker anklagar gangsterrappen för att glorifiera och uppmuntra kriminalitet samt beskyller genren för att vara anledningen till att gängkriminalitet existerar. Musiker och konsumenter i genren hänvisar till att det är fattigdom i förorter som leder till kriminalitet och att rapmusik reflekterar över livet som låginkomsttagare. Världsbankens World Development Report 2011 bekräftade att fattigdom och arbetslöshet är de största anledningarna till att människor lockas in i kriminalitet. Ice Cube gjorde satir över moralpaniken mot gangsterrap i låten Gangsta Rap Made Me Do It. Många artister inom genren har också hållt fast vid att de oftast spelar en roll när de framför sin musik och uppmanar ingen till att härma uppförandet i texterna.

### "2Pacalypse Now"-kontroversen
1992 fördömde den då amerikanska vicepresidenten Dan Quayle hela musikindustrin för de producerade rapmusik vilket han trodde ledde till våldsamheter. Han krävde att 2Pacs skivbolag Interscope Records och även deras huvudägare Time Warner Inc. drog tillbaka 2Pacs debutalbum 2Pacalypse Now (1991) med motiveringen: "Det finns ingen anledning för en skiva som denna att publiceras – Den har ingen plats i vårt samhälle". Quayle skyllde polismodet på Bill Davidson på albumet, då mördaren Ronald Ray Howard lyssnat på albumet i den stulna bilen som polisen stoppade. Polismannens familj stämde Tupac Shakur och skivbolaget Interscope och menade att albumets "våldsamma" texter uppmanade till "överhängande laglösa aktioner". Domaren dömde till artisten och skivbolagets fördel och menade att de inte kan hållas ansvariga då distrubitionen av musik inte kan kopplas till mordet. I sitt domslut sade han: "Även om rätten inte kan rekommendera 2Pacalypse Now till någon så kommer den aldrig slita bort Shakurs yttrandefrihet baserat på familjen Davidsons bevis".

## Etymologi
Gangstarap är en sammansättning av orden gangster och rap.  Wiktionary har ett uppslag om gangsterrapp.